# Amineoxide

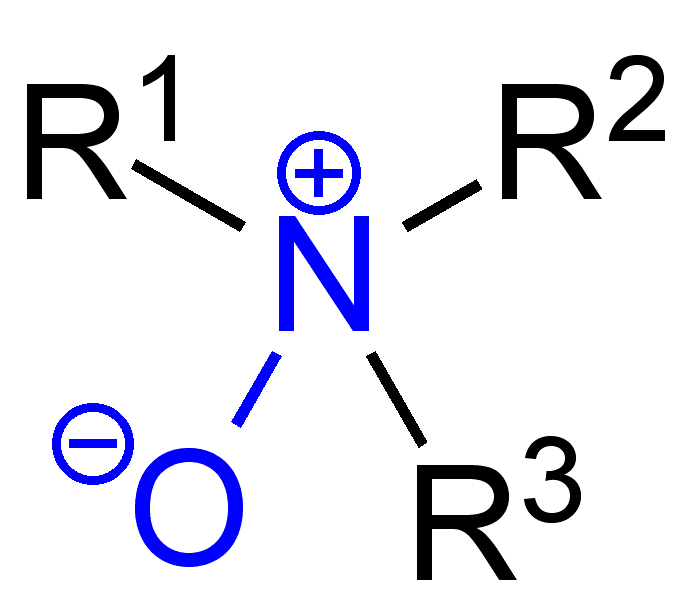
Algemene structuurformule van een amineoxide. De functionele groep is in het blauw voorgesteld; R^{1}...R^{3} zijn gelijke of verschillende organische restgroepen.

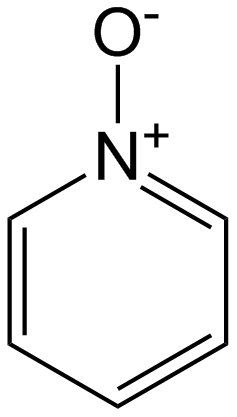
Pyridine-N-oxide is een voorbeeld van een amineoxide.

Een amineoxide is een chemische verbinding met de algemene formule (R1R2R3)N+-O−; dit wordt soms ook geschreven als (R1R2R3)N→O en vroeger ook, maar foutief, als (R1R2R3)N=O. Een amineoxide bezit dus een stikstof-zuurstofbinding en drie, al dan niet identieke, organische groepen verbonden aan het stikstofatoom.
Veelgebruikte amineoxiden zijn pyridine-N-oxide en N-methylmorfoline-N-oxide.

## Synthese
Amineoxiden worden bereid door de oxidatie van tertiaire amines of van pyridinederivaten, met behulp van een geschikte oxidator:
- Waterstofperoxide
- Perzuren, zoals perazijnzuur of m-CPBA
- Kaliumperoxosulfaat
- tert-butylhydroperoxide

## Reactiviteit en eigenschappen
Amineoxiden zijn zeer polaire moleculen door de aanwezigheid van formele ladingen. Het zijn zwakke organische basen. Kleine amineoxiden zijn zeer hydrofiel en goed oplosbaar in water.

## Toepassingen
Amineoxiden worden gebruikt als beschermende groep voor amines en als intermediair bij organische syntheses. Enkele reacties met amineoxiden zijn:
- de Cope-eliminatie, dit is de splitsing van amineoxiden door verhitten
- de reductie tot de corresponderende amine, met gebruikelijke reductiemiddelen zoals lithiumaluminiumhydride of natriumboorhydride
- de Meisenheimer-omlegging van een allylisch amineoxide tot een alkoxyamine:

- de Polonovsky-omlegging van een amineoxide met azijnzuuranhydride of acetylchloride. Het amineoxide wordt gesplitst in het corresponderende aceetamide en een aldehyde:

Amineoxiden met één lange en twee korte alkylgroepen worden gebruikt als oppervlakte-actieve stoffen.